# Villa Eduard-Bilz-Straße 5 (Radebeul)
Die Villa in der Eduard-Bilz-Straße 5 liegt im Ursprungsstadtteil der sächsischen Stadt Radebeul. Sie wurde in den Jahren 1885/86 durch die Serkowitzer Baumeister Gebrüder Ziller errichtet.

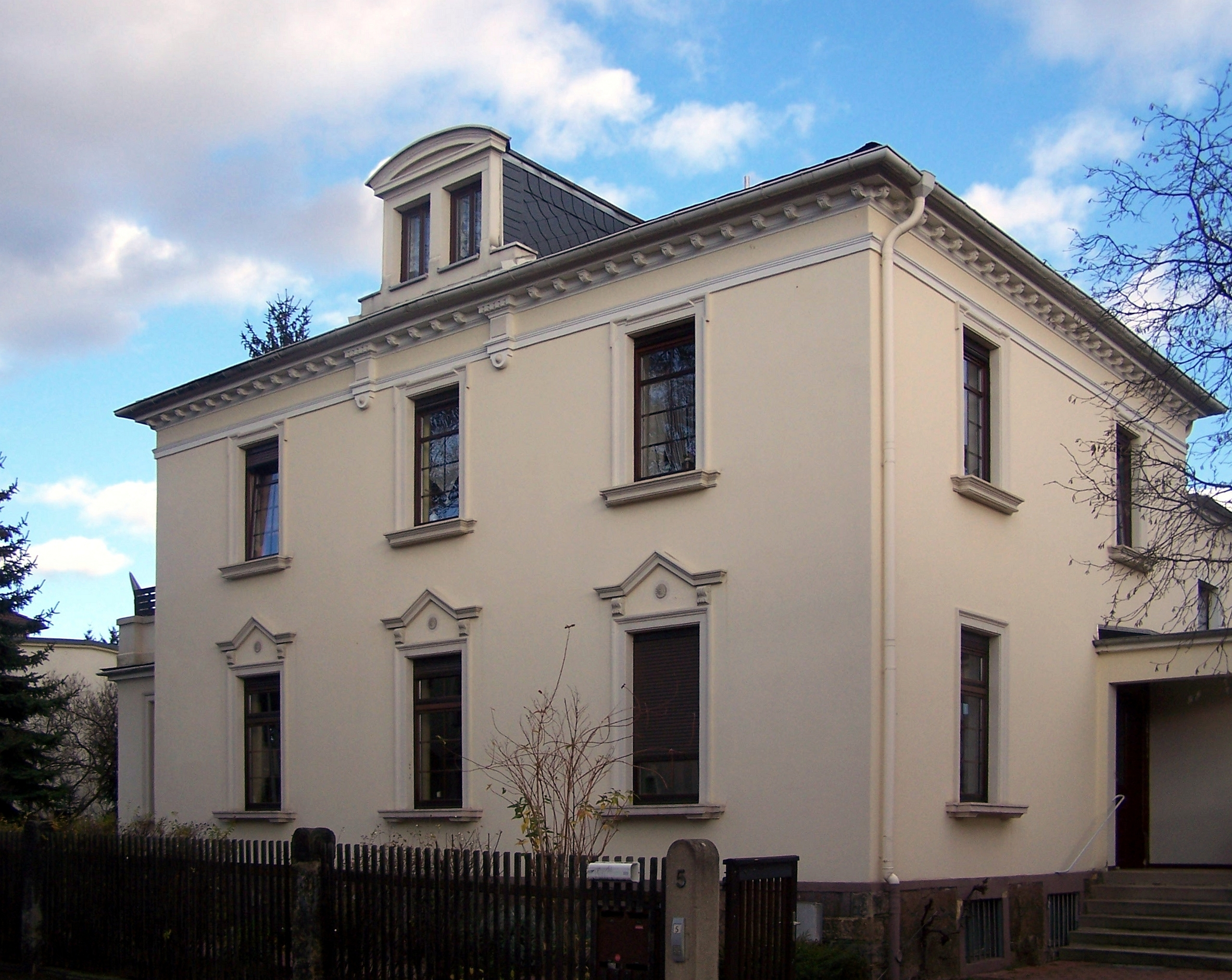
Villa Eduard-Bilz-Straße 5

## Beschreibung
Die zweigeschossige, unter Denkmalschutz stehende Villa ist ein Putzbau auf einem Bruchsteinsockel. Er hat ein flachgeneigtes Walmdach, in dessen Straßenansicht sich mittig eine segmentgieblige Lukarne mit einem Zwillingsfenster befindet, gestützt durch zwei Konsolen in der Fassade darunter. Unterhalb des Daches findet sich ein ausladendes Traufgesims mit Konsölchenfries.
Die Fenster der dreiachsigen Hauptansicht wie auch der zweiachsigen Nebenansichten werden durch profilierte Sandsteingewände eingefasst, im Erdgeschoss der Straßenansicht mit giebelartigen Fensterverdachungen auf Konsolen. Die entstehenden Spiegelfelder werden jeweils durch ein kleines, schlichtes Medaillon verziert.
Auf der linken Gebäudeseite steht eingeschossiger, polygonaler Vorbau, der 1887 als Musikzimmer durch die Gebrüder Ziller hinzugefügt wurde, obenauf ein Austritt mit fester Brüstung. In der rechten Seitenansicht findet sich ein Eingangsvorbau mit Freitreppe, der 1936 verändert wurde.
Auf der Rückseite des Gebäudes steht ein zweigeschossiger Flügel mit einem Flachdach.